# Uraeginthus
Uraeginthus es un género de aves paseriformes pertenecientes a la familia Estrildidae.
Contiene las siguientes especies:
- Uraeginthus granatinus – granadero meridional;
- Uraeginthus angolensis – azulito angoleño;
- Uraeginthus ianthinogaster – granadero oriental;
- Uraeginthus bengalus – azulito carirrojo;
- Uraeginthus cyanocephalus – azulito coroniazul.